# Hotel Metropol w Warszawie
Hotel Metropol – 10-piętrowy budynek hotelowy w Warszawie u zbiegu ulicy Marszałkowskiej i Alei Jerozolimskich.

## Opis
Budynek powstał w 1965 według projektu architekta Zygmunta Stępińskiego. Hotel został otwarty 11 listopada 1965. W budynku uruchomiono także bar bistro i kawiarnię a w 1966 oddział „Orbisu”.
Jak podała w 2010 „Gazeta Wyborcza”, obiekt „jest uważany za mało udany budynek”.
W tym samym roku przeprowadzono remont hotelu, w wyniku którego m.in. skuto balkony, zastępując je portfenetrami.
Działka pod hotelem była objęta roszczeniami.

## Inne informacje
- Przed 1939 w Warszawie również funkcjonował hotel Metropol; znajdował się przy ul. Marszałkowskiej 114 (róg Złota 11)[6].